# Trigonodes disjuncta
Trigonodes disjuncta là một loài bướm đêm trong họ Noctuidae.